# Štipoklasy (Horní Kněžeklady)
Štipoklasy jsou malá vesnice, část obce Horní Kněžeklady v okrese České Budějovice v Jihočeském kraji. Nachází se asi dva kilometry východně od Horních Kněžeklad. Je zde evidováno 21 adres. V roce 2011 zde trvale žilo 39 obyvatel.
Štipoklasy jsou také název katastrálního území o rozloze 7,85 km². V katastrálním území Štipoklasy leží i Dolní Kněžeklady a Horní Kněžeklady.

## Historie
První písemná zmínka o vesnici pochází z roku 1368. Ve vsi bývalo vladycké sídlo.

## Obyvatelstvo
| Rok            | 1869 | 1880 | 1890 | 1900 | 1910 | 1921 | 1930 | 1950 | 1961 | 1970 | 1980 | 1991 | 2001 | 2011 | 2021 |
| -------------- | ---- | ---- | ---- | ---- | ---- | ---- | ---- | ---- | ---- | ---- | ---- | ---- | ---- | ---- | ---- |
| Počet obyvatel | 130  | 130  | 123  | 119  | 128  | 138  | 121  | 90   | 77   | 79   | 64   | 52   | 44   | 39   | 45   |
| Počet domů     | 13   | 16   | 17   | 18   | 18   | 18   | 18   | 21   | 20   | 20   | 16   | 17   | 23   | 22   | 22   |

## Obecní správa
Při sčítání lidu v letech 1850–1975 Štipoklasy byly samostatnou obcí, se kterým patřily nejprve do okresu Týn nad Vltavou, ale od roku 1960 v okrese České Budějovice. Od 1. ledna 1976 do 23. listopadu 1990 byly částí obce Žimutice v okrese České Budějovice. Od 24. listopadu 1990 jsou částí obce Horní Kněžeklady v okrese České Budějovice. V letech 1850–1975 k obci patřily Dolní Kněžeklady a od 12. června 1960 do 30. června 1975 také  Bzí a Pořežánky.

## Osobnosti
- Josef Lomský (1894–1981), pedagog, kulturní pracovník, historik, novinář[10]

## Galerie

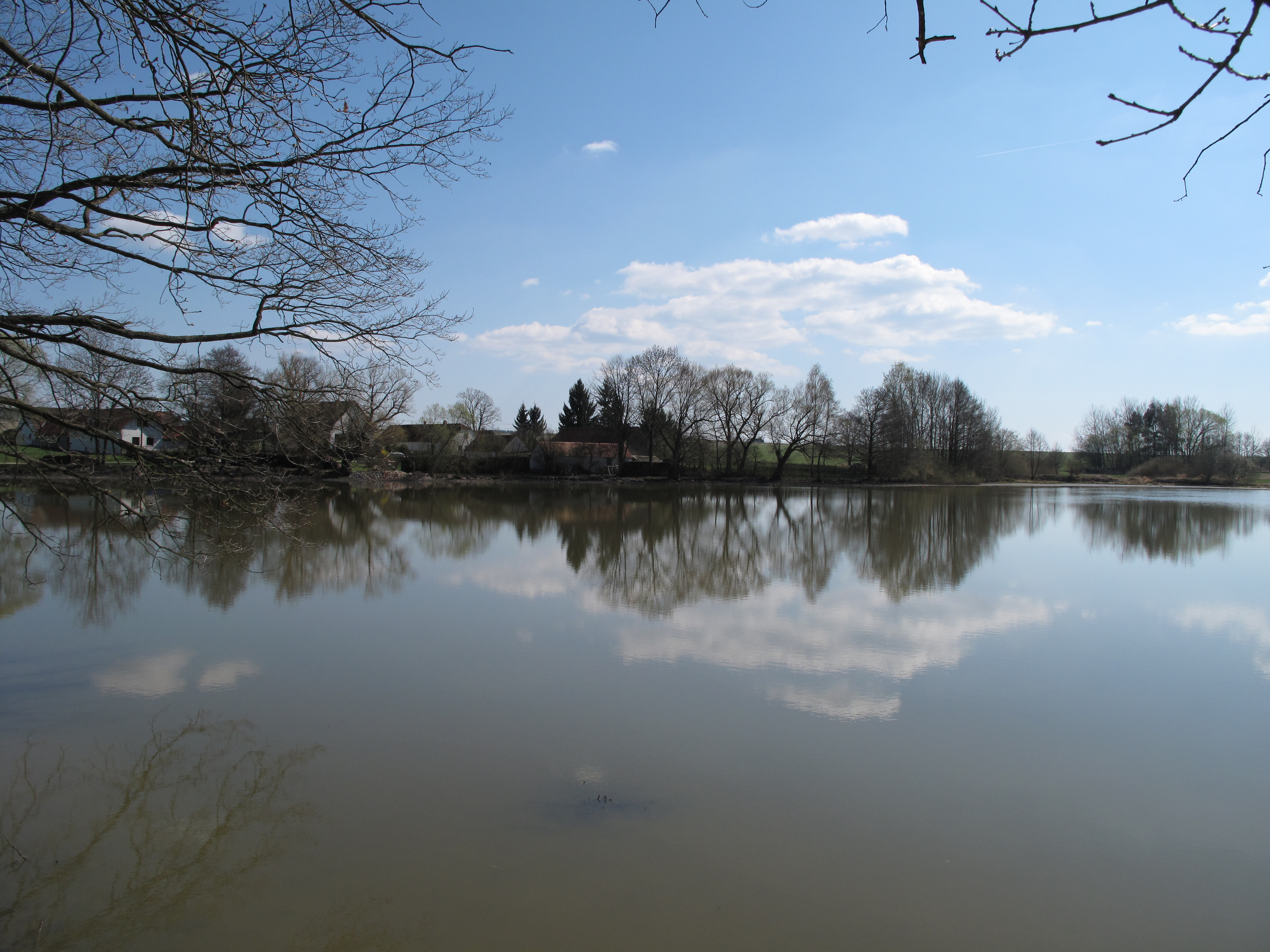
Jiříkovský rybník
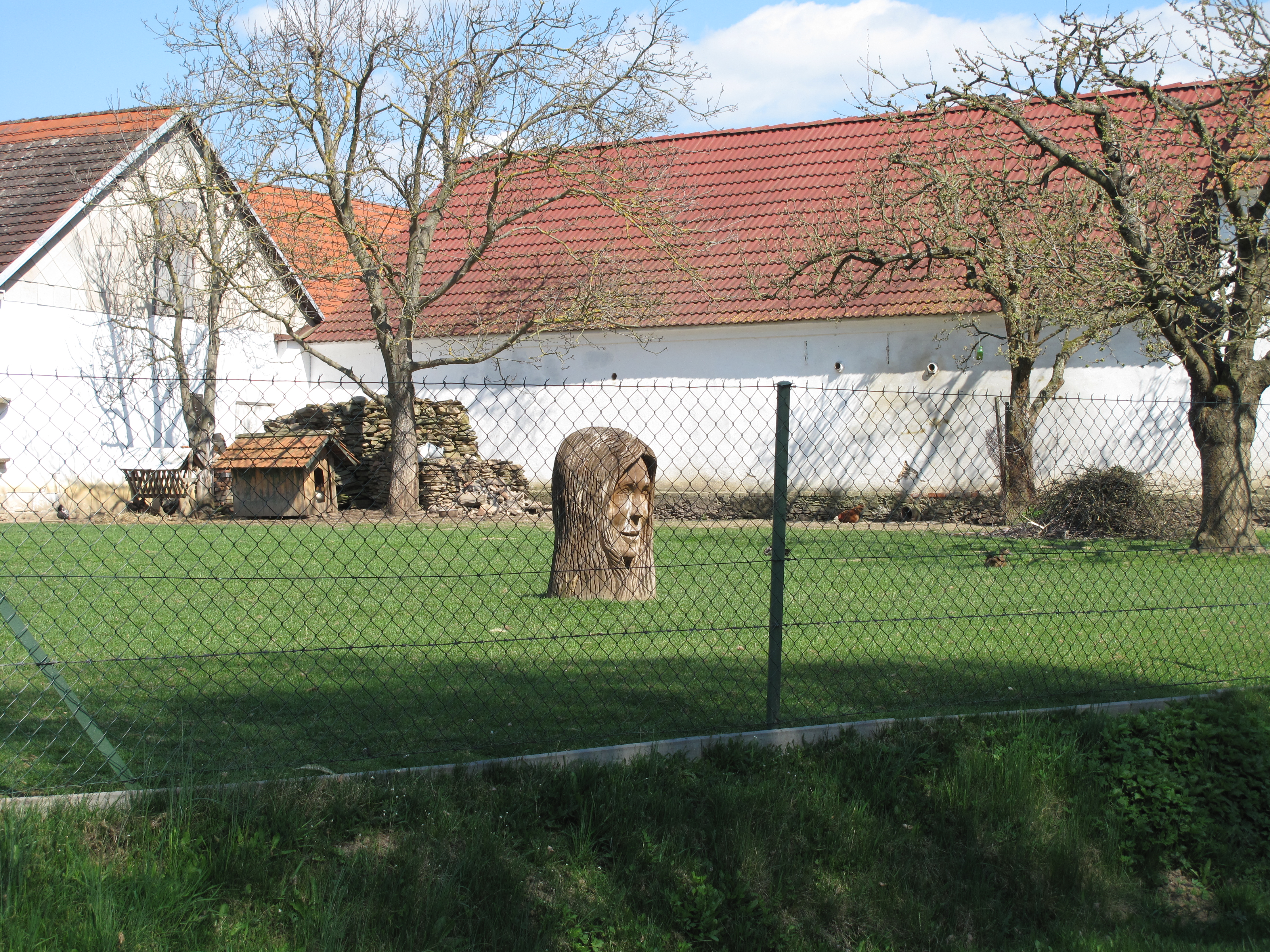
Socha v zahradě
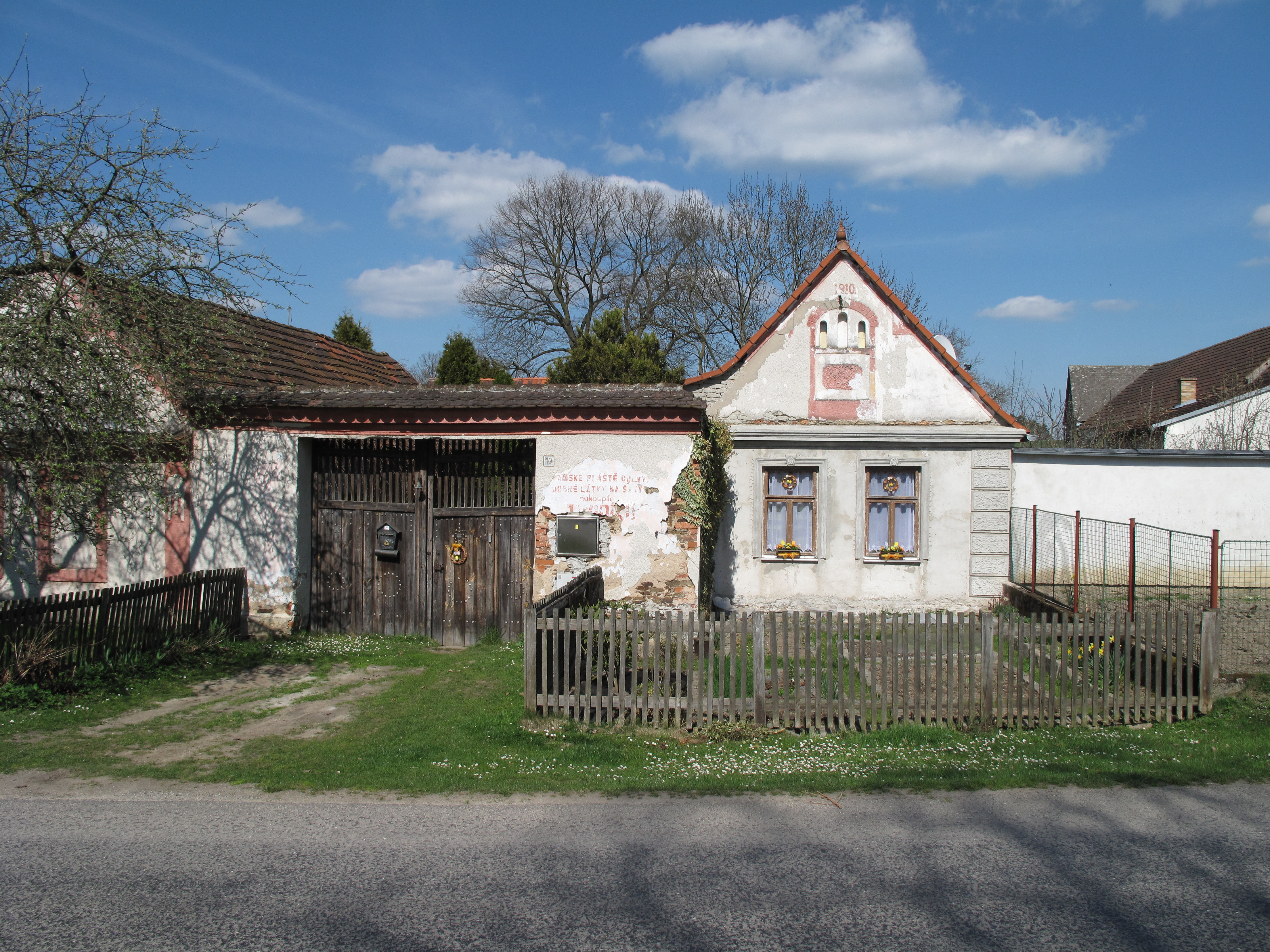
Chalupa
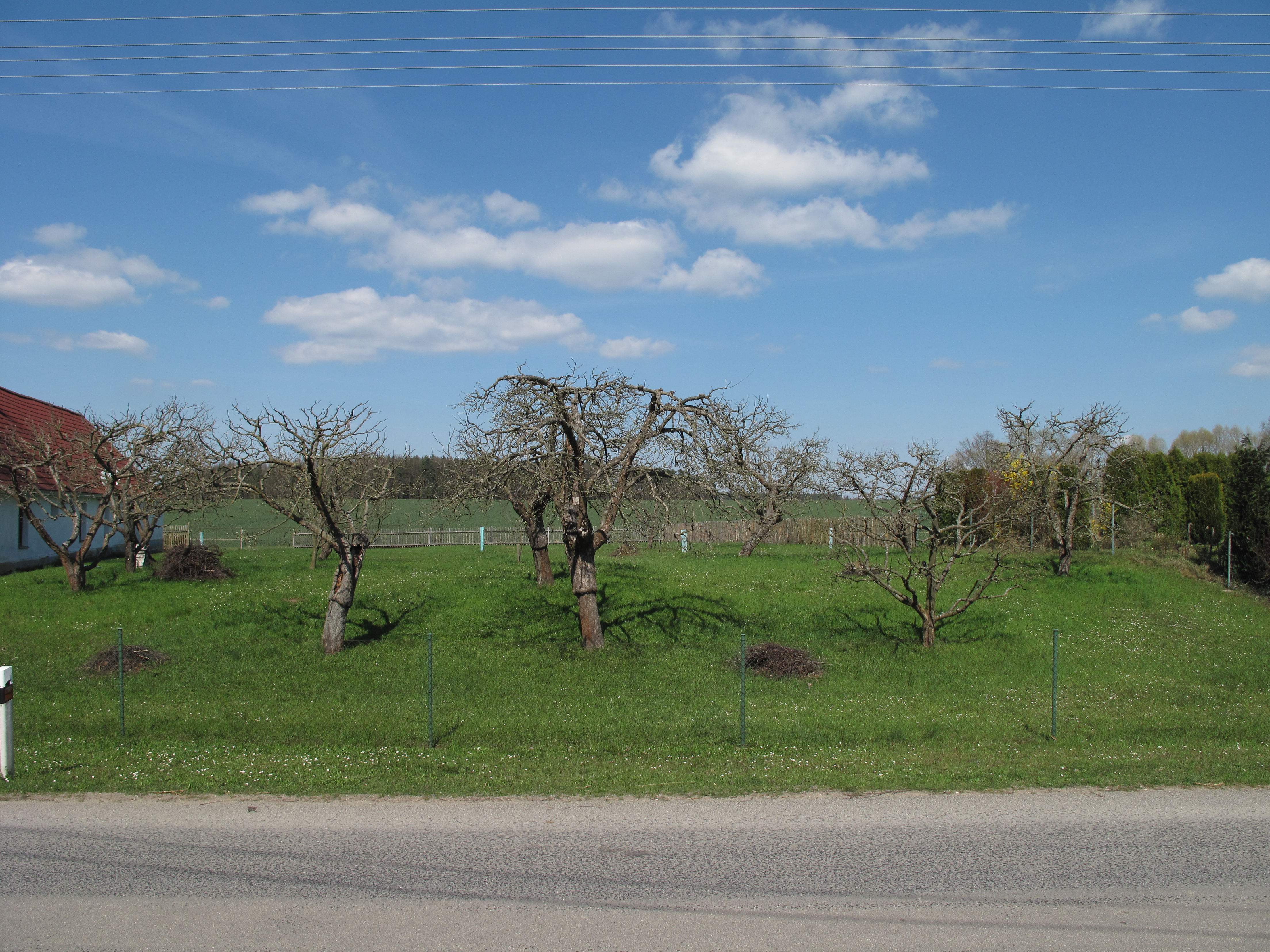
Zahrada